# Pseudophilautus malcolmsmithi
Espèce
Synonymes
- Rhacophorus malcolmsmithi Ahl, 1927
- Philautus malcolmsmithi (Ahl, 1927)

Statut de conservation UICN

 EX  : Éteint
Pseudophilautus malcolmsmithi est une espèce éteinte d'amphibiens de la famille des Rhacophoridae. 

## Répartition
Cette espèce était endémique du Sri Lanka,.

## Description
Cette espèce n'est connue que par son holotype, une femelle mature mesurant 14,9 mm.

## Étymologie
Cette espèce est nommée en l'honneur de Malcolm Arthur Smith.

## Publication originale
- Ahl, 1927 : Zur Systematik der asiatischen Arten der Froschgattung Rhacophorus. Sitzungsberichte der Gesellschaft Naturforschender Freunde zu Berlin, vol. 1927, p. 35-47.